# 斯托尔博沃农村居民点
斯托尔博沃农村居民点（俄语：Столбовское сельское поселение）是俄罗斯联邦布良斯克州布拉索沃区所属的一个农村居民点。其下辖有15个居民点，行政中心为斯托尔博沃。据2015年统计，该农村居民点的人口为643人。